# Gimonäs CK
Gimonäs Cykelklubb, in der Regel als Gimonäs CK bezeichnet, ist ein schwedischer Sportverein aus Umeå. Der als Radsportverein gegründete Klub besaß zeitweise eine Männer-Fußballmannschaft, die mehrere Spielzeiten in der zweithöchsten schwedischen Spielklasse antrat.

## Geschichte
Gimonäs CK wurde 1934 gegründet. 1958 stieg die Fußballmannschaft in die drittklassige Division 3 Mellersta Norrland auf, in der sie sich schnell etablierte. Bereits 1961 gelang als Staffelsieger der erstmalige Aufstieg in die zweitklassige Division 2 Norrland, wo sie direkt gegen den Abstieg spielte. nach zwei Spielzeiten stieg sie 1963 abgeschlagen zusammen mit Bollnäs GIF und Norsjö IF wieder ab und verpasste im folgenden Jahr als Vizemeister hinter Sunnanå SK den direkten Wiederaufstieg.
1965 gelang Gimonäs CK erneut der Staffelsieg, in den Aufstiegsspielen scheiterte die Mannschaft in einem Entscheidungsspiel an IFK Luleå. Zwei Jahre später wurde der Erfolg wiederholt, dieses Mal gelang die Rückkehr in die Zweitklassigkeit. Als Tabellenachter gelang im ersten Jahr der Klassenerhalt, im folgenden Jahr sprang nur ein Abstiegsplatz heraus. In der dritten Liga erreichte der Klub die Aufstiegsspiele, in der im Ligamodus ausgetragenen Aufstiegsrunde belegte er hinter Bodens BK, Timrå IK und Kubikenborgs IF lediglich den letzten Rang. Zwei Jahre später wiederholte sich das Ergebnis, dieses Mal hinter Ope IF, IK Brage und Notvikens IK. In den folgenden Jahren belegte die Mannschaft Plätze im mittleren Tabellenbereich, ehe sie in den Abstiegskampf rutschte.
1979 stieg Gimonäs CK als Tabellenletzter zusammen mit Lycksele IF und Umeå IK in die Viertklassigkeit ab. Nachdem der Klub als Tabellenzweiter im ersten Jahr die direkte Rückkehr verpasst hatte, gelang im folgenden Jahr der Wiederaufstieg. In den folgenden Jahren etablierte sich die Mannschaft auf dem dritten Liganiveau und überstand 1985 eine Ligareform. 1990 stieg sie erneut ab und pendelte bis 1994 im Jahresrhythmus zwischen dritter und vierter Spielklasse. 1995 gelang der Mannschaft als Staffelsieger die erneute Rückkehr in die zweite Liga, aus der der Klub direkt wieder abstieg.
1998 stieg Gimonäs CK in die vierte Liga ab. Hier etablierte sie sich im vorderen Bereich, schaffte aber erst 2004 den Wiederaufstieg in die drittklassige Division 2 Norrland. Dort belegte die Mannschaft am Saisonende einen Abstiegsplatz, wurde jedoch kurze Zeit später aufgelöst.

## Bekannte Spieler und Trainer
- Andrée Jeglertz, später mehrfacher schwedischer Landesmeister im Frauenfußball als Trainer
- Lars Lagerbäck, später schwedischer Nationaltrainer
- Anna Paulson, später mehrfache schwedische Landesmeisterin